# Olympische Jugend-Winterspiele 2024/Teilnehmer (Slowakei)
| Gelbes Symbol für Goldmedaillen mit stilisierten Olympischen Ringen | Graues Symbol für Silbermedaillen mit stilisierten Olympischen Ringen | Braundes Symbol für Bronzemedaillen mit stilisierten Olympischen Ringen |
| ------------------------------------------------------------------- | --------------------------------------------------------------------- | ----------------------------------------------------------------------- |
| —                                                                   | 1                                                                     | 2                                                                       |

Die Slowakei nahm mit 49 Athleten (34 Männer, 15 Frauen) an den Olympischen Jugend-Winterspielen 2024 in der südkoreanischen Provinz Gangwon teil.

## Medaillen

### Medaillenspiegel
| Rang   | Sportart     | Gold | Silber | Bronze | Gesamt |
| ------ | ------------ | ---- | ------ | ------ | ------ |
| 1      | Eiskunstlauf | —    | 1      | —      | 1      |
| 2      | Ski Alpin    | —    | —      | 1      | 1      |
| 2      | Biathlon     | —    | —      | 1      | 1      |
| Gesamt | Gesamt       | 0    | 1      | 2      | 3      |

### Medaillengewinner
| Name/n           | Sportart     | Wettkampf      |
| ---------------- | ------------ | -------------- |
| Silber           |              |                |
| Adam Hagara      | Eiskunstlauf | Einzel         |
| Bronze           |              |                |
| Andrej Barnáš    | Ski Alpin    | Super-G        |
| Markus Sklenárik | Biathlon     | 12,5 km Einzel |

## Teilnehmer nach Sportart

### Biathlon
| Athleten                                                             | Wettbewerbe                           | Zeit        | Fehler         | Rang   |
| -------------------------------------------------------------------- | ------------------------------------- | ----------- | -------------- | ------ |
| Frauen                                                               |                                       |             |                |        |
| Alžbeta Garguláková                                                  | 6 km Sprint                           | 22:00,6 min | 4 (0+4)        | 18     |
| Alžbeta Garguláková                                                  | 10 km Einzel                          | 41:59,6 min | 7 (2+1+1+3)    | 22     |
| Veronika Šteczová                                                    | 6 km Sprint                           | 37:33,3 min | 8 (3+5)        | 91     |
| Veronika Šteczová                                                    | 10 km Einzel                          | 42:58,8 min | 1 (0+0+0+1)    | 30     |
| Michaela Straková                                                    | 6 km Sprint                           | 21:17,7 min | 2 (1+1)        | 10     |
| Michaela Straková                                                    | 10 km Einzel                          | 43:26,9 min | 7 (2+0+4+1)    | 35     |
| Männer                                                               |                                       |             |                |        |
| Michal Adamov                                                        | 7,5 km Sprint                         | 23:54,4 min | 5 (3+2)        | 30     |
| Michal Adamov                                                        | 12,5 km Einzel                        | 44:13,6 min | 6 (0+3+0+3)    | 10     |
| Sebastián Belicaj                                                    | 7,5 km Sprint                         | 23:49,4 min | 1 (1+0)        | 29     |
| Sebastián Belicaj                                                    | 12,5 km Einzel                        | 46:37,2 min | 4 (0+3+1+0)    | 27     |
| Markus Sklenárik                                                     | 7,5 km Sprint                         | 26:10,9 min | 7 (5+2)        | 74     |
| Markus Sklenárik                                                     | 12,5 km Einzel                        | 43:01,5 min | 1 (1+0+0+0)    | Bronze |
| Mixed                                                                |                                       |             |                |        |
| Alžbeta Garguláková Markus Sklenárik                                 | Single-Mixed-Staffel (6 km + 7,5 km)  | 53:42,0 min | 5+12 (2+7 3+5) | 27     |
| Michaela Straková Alžbeta Garguláková Markus Sklenárik Michal Adamov | Mixed-Staffel (2 × 6 km + 2 × 7,5 km) | DSQ         | DSQ            | DSQ    |

### Eishockey
| Wettbewerb             | Männer Mannschaft |
| ---------------------- | --- |
| Athleten               | Michal Plančár Matej Bereš Roderik Černák Marko Požgay Timur Trebula Matej Stankoven Ivan Matta Kristián Rezničák Dávid Dvořák Juraj Jonas Ďurčo Adam Goljer Samuel Hrenák Filip Kovalčík Jakub Syrný Juraj Rausa Dominik Barčák Alexej Kubát Kristián Macák |
| Vorrunde               | Vereinigte Staaten 4:5 n. P. (1:1, 3:1, 0:2, 0:1) Tschechien 2:3 (0:0, 0:0, 2:3) |
| Halbfinale             | ausgeschieden |
| Finale/Spiel um Bronze | ausgeschieden |
| Rang                   | 5 |

### Eiskunstlauf
| Athleten    | Wettbewerb | Kurzprogramm/-tanz | Kurzprogramm/-tanz | Kür/Kürtanz | Kür/Kürtanz | Gesamt | Gesamt |
| Athleten    | Wettbewerb | Punkte             | Rang               | Punkte      | Rang        | Punkte | Rang   |
| ----------- | ---------- | ------------------ | ------------------ | ----------- | ----------- | ------ | ------ |
| Männer      |            |                    |                    |             |             |        |        |
| Adam Hagara | Einzel     | 75,06              | 2                  | 141,17      | 3           | 216,23 | Silber |

### Freestyle-Skiing
| Athleten                  | Wettbewerbe         | Vorrunde | Viertelfinale | Halbfinale    | Finale/Kleines Finale | Rang |
| Athleten                  | Wettbewerbe         | Rang     | Rang          | Rang          | Rang                  | Rang |
| ------------------------- | ------------------- | -------- | ------------- | ------------- | --------------------- | ---- |
| Frauen                    |                     |          |               |               |                       |      |
| Sofia Moricová            | Skicross            | 11       | —             | ausgeschieden | ausgeschieden         | 21   |
| Männer                    |                     |          |               |               |                       |      |
| Hugo Rybár                | Skicross            | 13       | —             | ausgeschieden | ausgeschieden         | 26   |
| Mixed                     |                     |          |               |               |                       |      |
| Hugo Rybár Sofia Moricová | Mixed-Team Skicross | 4        | ausgeschieden | ausgeschieden | ausgeschieden         | 20   |

### Nordische Kombination
| Athleten        | Wettbewerb                     | Skispringen | Skispringen | Skispringen | Langlauf    | Langlauf | Rang |
| Athleten        | Wettbewerb                     | Weite       | Punkte      | Rang        | Zeit        | Rang     | Rang |
| --------------- | ------------------------------ | ----------- | ----------- | ----------- | ----------- | -------- | ---- |
| Männer          |                                |             |             |             |             |          |      |
| Jakub Karkalík  | Gundersen Normalschanze / 6 km | 84,0 m      | 81,4        | 25          | 15:25,4 min | 11       | 11   |
| Hektor Kapustík | Gundersen Normalschanze / 6 km | 109,0 m     | 134,1       | 2           | 18:41,0 min | 27       | 27   |

### Rennrodeln
| Athleten                                              | Wettbewerb   | Lauf 1   | Lauf 1 | Lauf 2   | Lauf 2 | Gesamt       | Gesamt |
| Athleten                                              | Wettbewerb   | Zeit     | Rang   | Zeit     | Rang   | Zeit         | Rang   |
| ----------------------------------------------------- | ------------ | -------- | ------ | -------- | ------ | ------------ | ------ |
| Frauen                                                |              |          |        |          |        |              |        |
| Viktória Praxová                                      | Einsitzer    | 50,757 s | 26     | 51,837 s | 28     | 1:42,594 min | 25     |
| Desana Špitzová                                       | Einsitzer    | 52,008 s | 29     | 51,207 s | 26     | 1:43,215 min | 29     |
| Viktória Praxová Desana Špitzová                      | Doppelsitzer | DNS      | DNS    | DNS      | DNS    | DNS          | DNS    |
| Männer                                                |              |          |        |          |        |              |        |
| Bruno Mick                                            | Einsitzer    | 47,376 s | 7      | 47,309 s | 9      | 1:34,685 min | 7      |
| Bruno Mick Viktor Varga                               | Doppelsitzer | 48,862 s | 6      | 48,860 s | 5      | 1:37,722 min | 6      |
| Mixed                                                 |              |          |        |          |        |              |        |
| Viktória Praxová Bruno Mick Bruno Mick / Viktor Varga | Teamstaffel  | —        | —      | —        | —      | 2:34,046 min | 7      |

### Shorttrack
| Athleten         | Wettbewerb | Vorläufe     | Vorläufe | Viertelfinale | Viertelfinale | Halbfinale    | Halbfinale    | Finale A/B    | Finale A/B    | Rang |
| Athleten         | Wettbewerb | Zeit         | Rang     | Zeit          | Rang          | Zeit          | Rang          | Zeit          | Rang          | Rang |
| ---------------- | ---------- | ------------ | -------- | ------------- | ------------- | ------------- | ------------- | ------------- | ------------- | ---- |
| Frauen           |            |              |          |               |               |               |               |               |               |      |
| Michaela Ižarová | 500 m      | 1:07,347 min | 4        | ausgeschieden | ausgeschieden | ausgeschieden | ausgeschieden | ausgeschieden | ausgeschieden | 34   |
| Michaela Ižarová | 1000 m     | 1:39,144 min | 3        | ausgeschieden | ausgeschieden | ausgeschieden | ausgeschieden | ausgeschieden | ausgeschieden | 24   |
| Michaela Ižarová | 1500 m     | —            | —        | 2:42,115 min  | 4             | ausgeschieden | ausgeschieden | ausgeschieden | ausgeschieden | 22   |
| Lea Popovičová   | 500 m      | 45,839 s     | 3        | 46,220 s      | 5             | ausgeschieden | ausgeschieden | ausgeschieden | ausgeschieden | 20   |
| Lea Popovičová   | 1000 m     | 1:37,907 min | 3        | 1:36,441 min  | 5             | ausgeschieden | ausgeschieden | ausgeschieden | ausgeschieden | 20   |
| Lea Popovičová   | 1500 m     | —            | —        | 2:42,482 min  | 3             | 2:33,281 min  | 5             | ausgeschieden | ausgeschieden | 15   |

### Skeleton
| Athleten      | Lauf 1  | Lauf 1 | Lauf 2  | Lauf 2 | Gesamt      | Gesamt |
| Athleten      | Zeit    | Rang   | Zeit    | Rang   | Zeit        | Rang   |
| ------------- | ------- | ------ | ------- | ------ | ----------- | ------ |
| Männer        |         |        |         |        |             |        |
| Peter Jedinák | 54,60 s | 10     | 56,44 s | 14     | 1:51,04 min | 13     |

### Ski Alpin
| Athleten         | Wettbewerb         | Lauf 1      | Lauf 1 | Lauf 2  | Lauf 2 | Gesamt      | Gesamt |
| Athleten         | Wettbewerb         | Zeit        | Rang   | Zeit    | Rang   | Zeit        | Rang   |
| ---------------- | ------------------ | ----------- | ------ | ------- | ------ | ----------- | ------ |
| Frauen           |                    |             |        |         |        |             |        |
| Vanesa Vulganová | Super-G            | —           | —      | —       | —      | DNF         | DNF    |
| Vanesa Vulganová | Alpine Kombination | 59,38 s     | 34     | DNF     | DNF    | DNF         | DNF    |
| Vanesa Vulganová | Riesenslalom       | 55,83 s     | 36     | DNF     | DNF    | DNF         | DNF    |
| Vanesa Vulganová | Slalom             | DNF         | DNF    | DNF     | DNF    | DNF         | DNF    |
| Mia Chorogwická  | Super-G            | —           | —      | —       | —      | DNF         | DNF    |
| Mia Chorogwická  | Alpine Kombination | 1:00,38 min | 40     | DNF     | DNF    | DNF         | DNF    |
| Mia Chorogwická  | Riesenslalom       | DNF         | DNF    | DNF     | DNF    | DNF         | DNF    |
| Mia Chorogwická  | Slalom             | DNF         | DNF    | DNF     | DNF    | DNF         | DNF    |
| Veronika Šrobová | Super-G            | —           | —      | —       | —      | 55,38 s     | 16     |
| Veronika Šrobová | Alpine Kombination | 58,27 s     | 20     | 52,47 s | 6      | 1:50,74 min | 13     |
| Veronika Šrobová | Riesenslalom       | 50,75 s     | 18     | 54,18 s | 12     | 1:44,93 min | 15     |
| Veronika Šrobová | Slalom             | 53,66 s     | 26     | DNF     | DNF    | DNF         | DNF    |
| Männer           |                    |             |        |         |        |             |        |
| Andrej Barnáš    | Super-G            | —           | —      | —       | —      | 54,78 s     | Bronze |
| Andrej Barnáš    | Alpine Kombination | 55,76 s     | 17     | 54,64 s | 3      | 1:50,40 min | 5      |
| Andrej Barnáš    | Riesenslalom       | 50,29 s     | 12     | 46,42 s | 10     | 1:36,71 min | 6      |
| Andrej Barnáš    | Slalom             | 48,59 s     | 17     | DNF     | DNF    | DNF         | DNF    |
| Daniel Palič     | Super-G            | —           | —      | —       | —      | DNF         | DNF    |
| Daniel Palič     | Alpine Kombination | 56,03 s     | 23     | 56,88 s | 20     | 1:52,91 min | 22     |
| Daniel Palič     | Riesenslalom       | 52,53 s     | 37     | 48,55 s | 29     | 1:41,08 min | 27     |
| Daniel Palič     | Slalom             | DNF         | DNF    | DNF     | DNF    | DNF         | DNF    |

| Athleten                       | Wettbewerbe | Achtelfinale | Achtelfinale | Viertelfinale | Viertelfinale | Halbfinale    | Halbfinale    | Finale/Platz 3 | Finale/Platz 3 | Rang |
| Athleten                       | Wettbewerbe | Gegner       | Punkte       | Gegner        | Punkte        | Gegner        | Punkte        | Gegner         | Punkte         | Rang |
| ------------------------------ | ----------- | ------------ | ------------ | ------------- | ------------- | ------------- | ------------- | -------------- | -------------- | ---- |
| Mixed                          |             |              |              |               |               |               |               |                |                |      |
| Veronika Šrobová Andrej Barnáš | Mannschaft  | USA          | 1:3          | ausgeschieden | ausgeschieden | ausgeschieden | ausgeschieden | ausgeschieden  | ausgeschieden  | 14   |

### Skilanglauf
| Athleten                                                    | Wettbewerb       | Zeit        | Rang |
| ----------------------------------------------------------- | ---------------- | ----------- | ---- |
| Frauen                                                      |                  |             |      |
| Tereza Bukasová                                             | 7,5 km klassisch | 25:08,3 min | 35   |
| Emília Rendová                                              | 7,5 km klassisch | 24:53,7 min | 32   |
| Männer                                                      |                  |             |      |
| Jelisej Kuzmin                                              | 7,5 km klassisch | 21:36,4 min | 34   |
| Michal Adamov                                               | 7,5 km klassisch | 21:08,2 min | 27   |
| Mixed                                                       |                  |             |      |
| Emília Rendová Jelisej Kuzmin Tereza Bukasová Michal Adamov | 4 × 5 km Staffel | 57:18,7 min | 13   |

| Athleten        | Wettbewerb      | Qualifikation | Qualifikation | Viertelfinale | Viertelfinale | Halbfinale    | Halbfinale    | Finale        | Finale        | Rang |
| Athleten        | Wettbewerb      | Zeit          | Rang          | Zeit          | Rang          | Zeit          | Rang          | Zeit          | Rang          | Rang |
| --------------- | --------------- | ------------- | ------------- | ------------- | ------------- | ------------- | ------------- | ------------- | ------------- | ---- |
| Frauen          |                 |               |               |               |               |               |               |               |               |      |
| Emília Rendová  | Sprint Freistil | 3:40,18 min   | 17            | 4:04,19 min   | 6             | ausgeschieden | ausgeschieden | ausgeschieden | ausgeschieden | 27   |
| Tereza Bukasová | Sprint Freistil | 3:54,33 min   | 39            | ausgeschieden | ausgeschieden | ausgeschieden | ausgeschieden | ausgeschieden | ausgeschieden | 39   |
| Männer          |                 |               |               |               |               |               |               |               |               |      |
| Michal Adamov   | Sprint Freistil | 3:11,71 min   | 24            | 3:09,71 min   | 4             | ausgeschieden | ausgeschieden | ausgeschieden | ausgeschieden | 18   |
| Jelisej Kuzmin  | Sprint Freistil | 3:21,93 min   | 42            | ausgeschieden | ausgeschieden | ausgeschieden | ausgeschieden | ausgeschieden | ausgeschieden | 42   |

### Skispringen
| Athleten        | Wettbewerb    | 1. Durchgang | 1. Durchgang | 1. Durchgang | 2. Durchgang | 2. Durchgang | 2. Durchgang | Gesamt | Gesamt |
| Athleten        | Wettbewerb    | Weite        | Punkte       | Rang         | Weite        | Punkte       | Rang         | Punkte | Rang   |
| --------------- | ------------- | ------------ | ------------ | ------------ | ------------ | ------------ | ------------ | ------ | ------ |
| Frauen          |               |              |              |              |              |              |              |        |        |
| Tamara Mesíková | Normalschanze | 77,0 m       | 50,5         | 20           | 90,0 m       | 76,0         | 12           | 126,5  | 18     |
| Männer          |               |              |              |              |              |              |              |        |        |
| Hektor Kapustík | Normalschanze | 82,5 m       | 63,7         | 29           | 93,5 m       | 85,1         | 14           | 148,8  | 19     |
| Jakub Karkalík  | Normalschanze | 69,5 m       | 35,0         | 37           | 60,0 m       | 8,4          | 39           | 43,4   | 39     |

### Snowboard
| Athleten        | Wettbewerb | Qualifikation | Qualifikation | Finale        | Finale        | Rang |
| Athleten        | Wettbewerb | Punkte        | Rang          | Punkte        | Rang          | Rang |
| --------------- | ---------- | ------------- | ------------- | ------------- | ------------- | ---- |
| Männer          |            |               |               |               |               |      |
| Tadeáš Nedielka | Slopestyle | 32,75         | 15            | ausgeschieden | ausgeschieden | 15   |
| Tadeáš Nedielka | Big Air    | 70,25         | 10            | 120,75        | 5             | 5    |

| Athleten                         | Wettbewerbe               | Vorrunde | Viertelfinale | Halbfinale    | Finale/Kleines Finale | Rang |
| Athleten                         | Wettbewerbe               | Rang     | Rang          | Rang          | Rang                  | Rang |
| -------------------------------- | ------------------------- | -------- | ------------- | ------------- | --------------------- | ---- |
| Frauen                           |                           |          |               |               |                       |      |
| Dorota Pitoňáková                | Snowboardcross            | 8        | —             | ausgeschieden | ausgeschieden         | 15   |
| Männer                           |                           |          |               |               |                       |      |
| Oliver Šebesta                   | Snowboardcross            | 10       | —             | ausgeschieden | ausgeschieden         | 20   |
| Mixed                            |                           |          |               |               |                       |      |
| Oliver Šebesta Dorota Pitoňáková | Mixed-Team Snowboardcross | 2        | 3             | ausgeschieden | ausgeschieden         | 12   |